# Artix (Pirenei Atlantici)
Artix è un comune francese di 3 486 abitanti situato nel dipartimento dei Pirenei Atlantici nella regione della Nuova Aquitania.

## Società

### Evoluzione demografica
Abitanti censiti

## Immagini di Artix

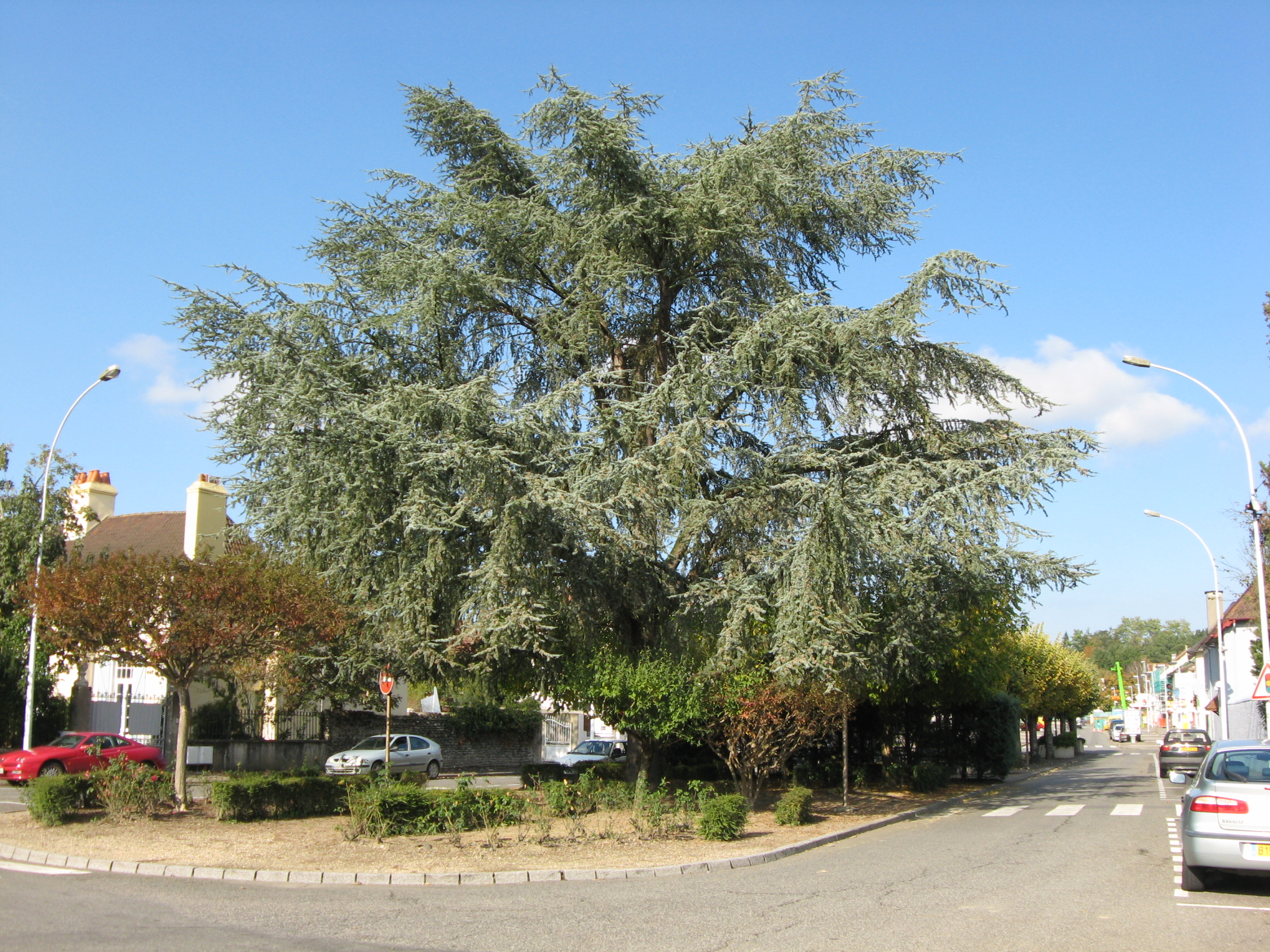
Rue de l'Église.
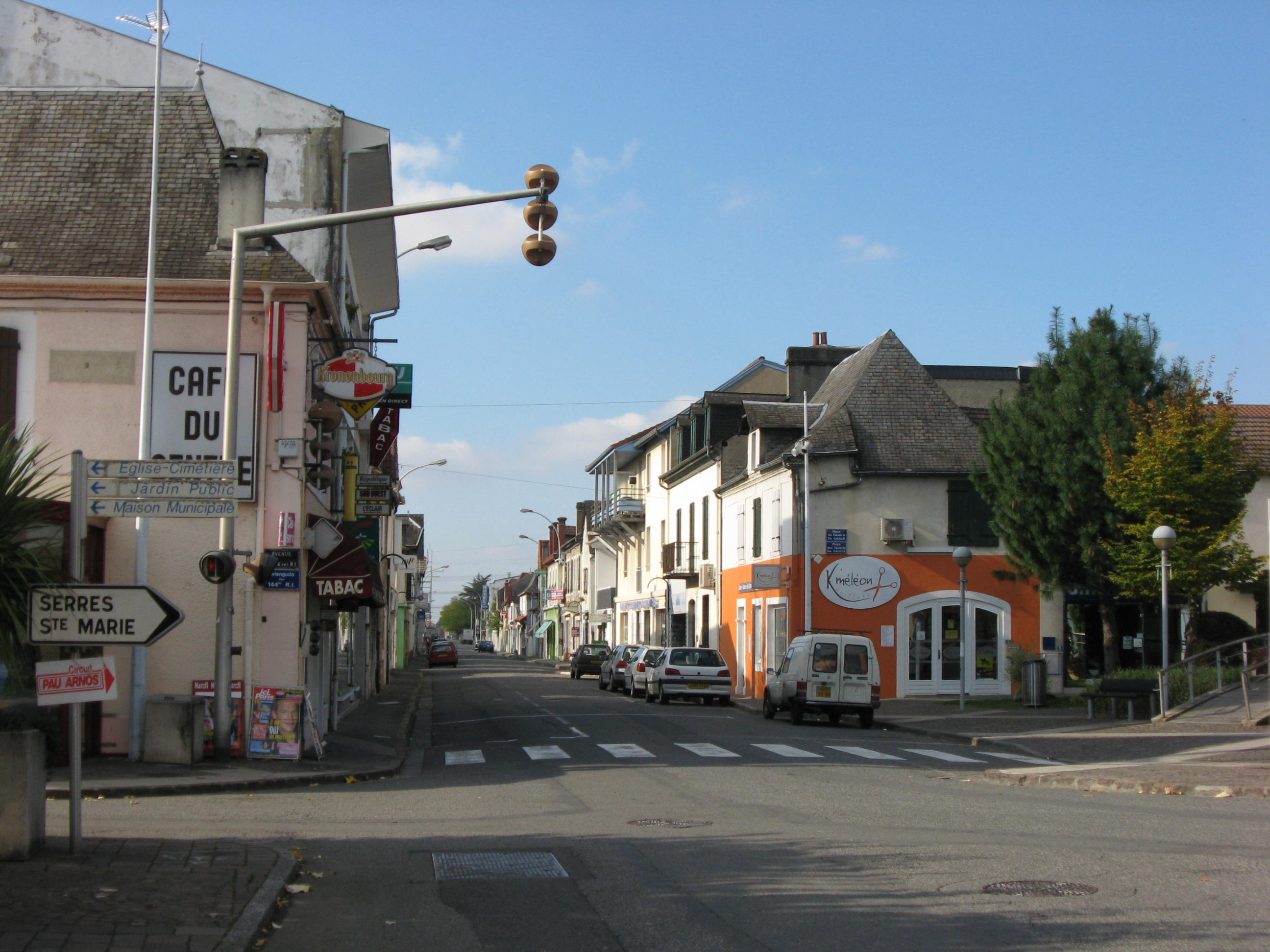
Via principale di Artix.
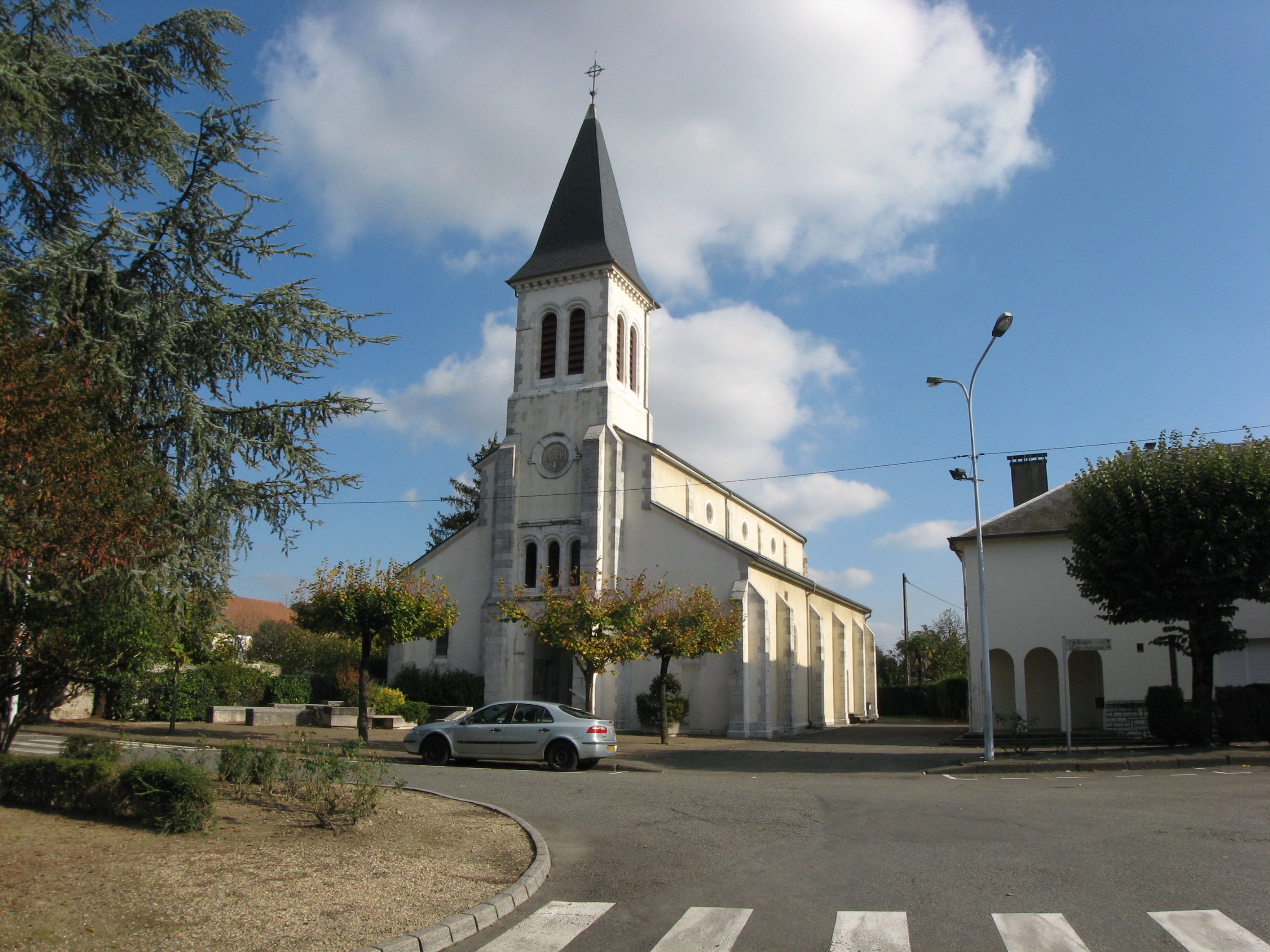
La chiesa di San Pietro ad Artix (La chiesa di San Pietro data dalla fine del XIX secolo[2]).
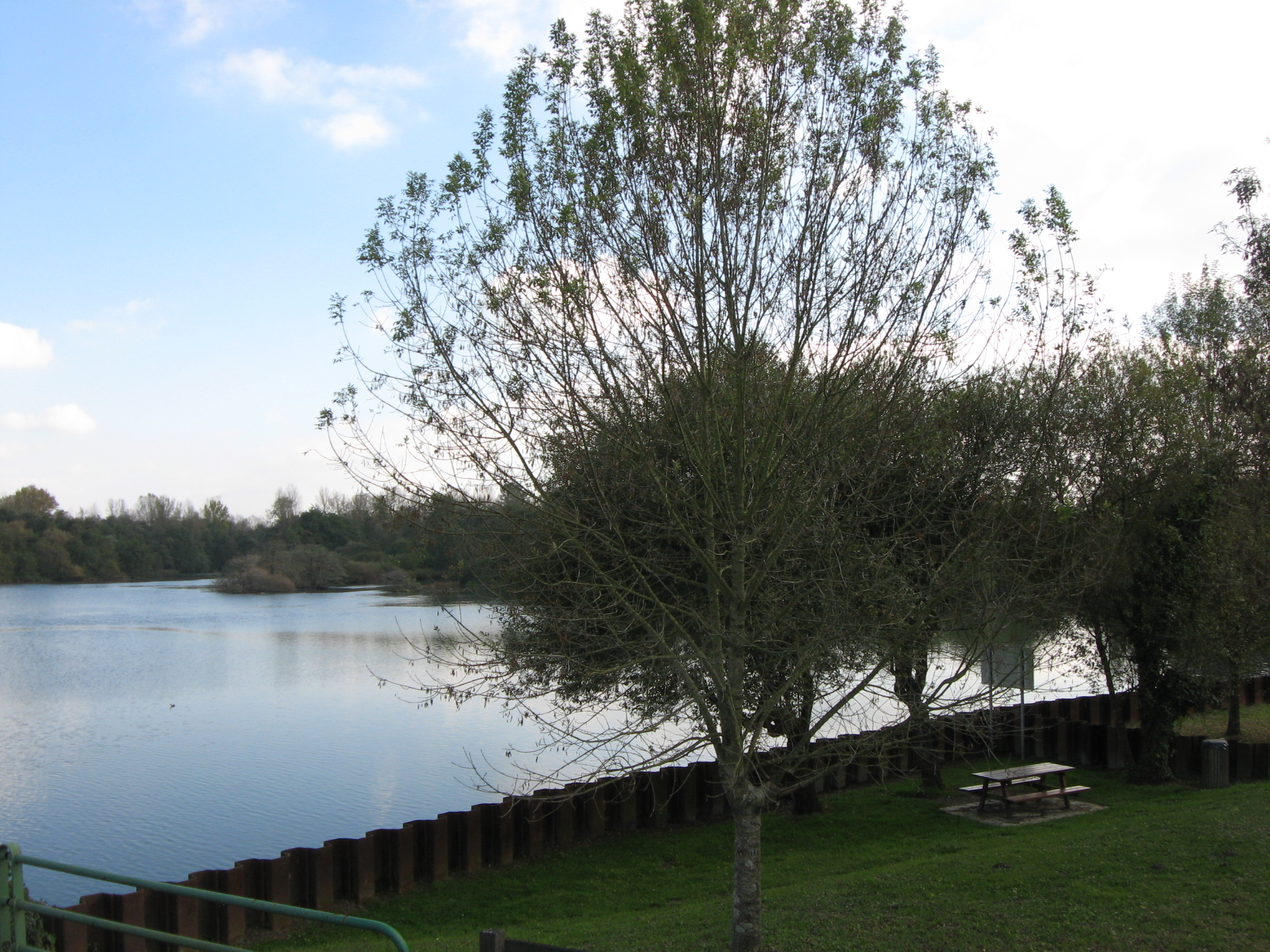
Lago sulla gave de Pau